# Erase the Pain
Erase the Pain è il quarto album in studio del gruppo musicale statunitense Palisades, pubblicato nel 2018.

## Tracce
1. Vendetta – 3:34
2. Erase the Pain – 3:17
3. Fade – 2:46
4. War – 2:58
5. Ways to Disappear – 3:57
6. Ghost – 3:28
7. Fragile Bones – 3:21
8. Push – 2:42
9. Patient – 3:20
10. Shed My Skin – 3:12

## Formazione
- Louis Miceli – voce
- Xavier Adames – chitarra, cori
- Matthew Marshall – chitarra
- Brandon Elgar – basso, cori, voce
- Aaron Rosa – batteria, percussioni
- Christian "DJ" Graves" Mochizuki – turntables, sampling, tastiera, sintetizzatore, programmazioni